# Julio César Green
Julio César Green (* 19. Mai 1967 in Las Terrenas, Provinz Samaná) ist ein ehemaliger Profiboxer aus der Dominikanischen Republik und ehemaliger Weltmeister der WBA im Mittelgewicht.

## Boxkarriere
Green wurde im Oktober 1990 Profi und konnte in seinem 16. Kampf am 23. Oktober 1993, die Nordamerikanische NABF-Meisterschaft im Halbmittelgewicht vorzeitig gegen Wayne Powell (31-4) gewinnen. Am 19. April 1994 verteidigte er den Titel vorzeitig gegen Lonnie Beasley (22-1).
Am 16. Juni 1995 unterlag er beim Kampf um die WBA-Weltmeisterschaft im Halbmittelgewicht nach Punkten gegen Carl Daniels (34-1), gewann den WBA-Titel jedoch im August 1997 in der nächsthöheren Gewichtsklasse durch einen einstimmigen Punktesieg gegen William Joppy (24-0). Doch schon im direkten Rückkampf im Januar 1998 verlor Green diesmal nach Punkten.
Zwar gewann er im Februar 1999 die Interim-WM der WBA gegen Darren Obah (16-2), unterlag jedoch beim Kampf um die reguläre WM am 24. September 1999 erneut gegen William Joppy. Er wechselte anschließend ins Supermittelgewicht und boxte am 27. Juli 2002 um die WBA-WM dieser Gewichtsklasse gegen Byron Mitchell (24-1), musste sich diesem jedoch vorzeitig geschlagen geben. Am 13. März 2004 verlor er nach einem Körpertreffer durch K. o. in der ersten Runde gegen Mikkel Kessler (32-0) und beendete im September desselben Jahres seine Karriere.